# Барбакова, Клара Георгиевна
Кла́ра Григо́рьевна Барбакова (1934 — 19 февраля 2018) — российский социолог, доктор философских наук, профессор, ректор Тюменского государственного института мировой экономики, управления и права.

## Биография
Родилась в 1934 году в г. Клинцы Брянской области, родители работали на кожевенной фабрике им. Леккерта. С 1941 года жила в Казани, куда эвакуировалась семья.
Окончила историко-филологический факультет Казанского университета (1957). Работала учителем начальных классов, воспитателем группы продленного дня, старшей пионервожатой, учителем истории и обществоведения Казанской средней школы № 112.
С 1965 года жила в Тюмени. В 1965—1967 и 1970—1986 годах работала в Тюменском индустриальном институте: ассистент, старший преподаватель, доцент, профессор кафедры философии. В 1967—1970 годах аспирант философского факультета МГУ им. М. В. Ломоносова.
В 1986—1993 гг. зав. кафедрой экономики труда и социологии Тюменского государственного университета. С 1993 года ректор Тюменского международного колледжа (затем назывался Тюменский международный институт; в настоящее время — Тюменский государственный институт мировой экономики, управления и права).
Кандидат философских наук (1970); доктор философских наук по специальности «Прикладная социология» (1985, тема диссертации «Методологические проблемы социо-
логического исследования интеллигенции»). Профессор.
Заслуженный работник высшей школы Российской Федерации (1997), Почётный профессор университета Глазго, Почётный профессор Фёникс-университета (США).
Умерла в Тюмени 19 февраля 2018 года после продолжительной болезни.